# Lord Howe lors de la bataille du 13 prairial an II
Lord Howe lors de la bataille du 13 prairial an II est un tableau peint par Philippe-Jacques de Loutherbourg en 1795. Le thème est la bataille du 13 prairial an II (1er juin 1794) où l'armada britannique menée par Richard Howe combattit la flotte française commandée par Louis Thomas Villaret de Joyeuse.
La Bataille de Trafalgar (1822-1824) de Joseph Mallord William Turner est inspiré de ce tableau.